# Llanka Groff
Llanka Montserrat Groff Díaz (Chile, 5 de noviembre de 2002) es una futbolista chilena que juega como mediocampista en el Club de Fútbol Universidad de Chile de la Primera División de fútbol femenino de Chile y en la Selección Chilena.

## Trayectoria
Debutó con 12 años en el equipo Sub-17 de Deportes La Serena.
Tras grandes campañas y aun teniendo edad de juvenil, en 2019 es fichada por Universidad de Chile. Su juego se caracteriza por ser muy prolijo y defensivo, en el cual a diferencia de sus compañeras, casi nunca dispara al arco.
El 11 de septiembre de 2021 anota su primer gol en el profesionalismo ante Cobresal.

### Clubes
| Club                 | País  | Año               |
| -------------------- | ----- | ----------------- |
| Deportes La Serena   | Chile | 2015 – 2018       |
| Universidad de Chile | Chile | 2019 – actualidad |

## Palmarés

### Títulos nacionales
| Título              | Club                 | País  | Año  |
| ------------------- | -------------------- | ----- | ---- |
| Campeonato Nacional | Universidad de Chile | Chile | 2021 |